# Henry Mintzberg
Henry Mintzberg (Montreal, 2 september 1939) is een Canadees managementwetenschapper. Hij geldt als een autoriteit op het gebied van organisatiestructuren en organisatie-ontwerp (organisatiekunde).

## Levensloop
Mintzberg promoveerde in 1968 aan MIT. Momenteel is hij professor in de managementstudies aan McGill-universiteit, Montreal.
Mintzberg heeft dertien boeken op zijn naam staan en meer dan honderd artikelen. Met name over organisatievraagstukken, maar Mintzberg speelt ook een actieve rol in discussies over de opzet van het managementonderwijs en de managementtheorie. De nadruk op cijfermatige bewijzen is volgens Mintzberg nadelig, de neiging om daarmee de wetenschappelijkheid te bewijzen zit een goede praktisch bruikbare opleiding in de weg.
Hij is getrouwd met Sasha Sadilova en heeft twee dochters, Susie en Lisa. In 1997 is hij officier gemaakt in de Order of Canada.

## Organisatiestructuren
Zijn bekendste werk is Structure in Fives: Designing Effective Organizations (1983), dat een samenvatting is van het boek The Structuring of Organizations (1979). Dit werk is in 1991 in het Nederlands verschenen onder de titel Organisatiestructuren. In dit werk beargumenteert hij dat een organisatiestructuur is opgebouwd uit vijf hoofdonderdelen en dat afhankelijk van welk onderdeel van de organisatie als belangrijkst wordt gezien dit ook de aard van de organisatie zal beïnvloeden:
| Organisatieonderdeel | Type organisatie           |
| -------------------- | -------------------------- |
| Strategische top     | Simpele structuur          |
| Middenkader          | Divisiestructuur           |
| Uitvoerende kern     | Professionele bureaucratie |
| Ondersteunende staf  | Adhocratie                 |
| Technostructuur      | Machinebureaucratie        |

## Veranderingsstrategieën
Mintzberg had ook ideeën over het doorvoeren van veranderingen in bedrijven. Om weerstand te voorkomen zijn hiervoor strategieën nodig.
Tijdens een congres in 1991 in Amsterdam introduceerde Mintzberg een viertal veranderingsstrategieën. Op de facilitaire strategie na waren de strategieën al bekend uit het werk van Robert Chin en Kenneth D. Benne. Wel koppelde Mintzberg de strategieën aan vier wereldreligies.
| Strategie                       | Wereldreligie       |
| ------------------------------- | ------------------- |
| Facilitaire strategie           | Boeddhistisch model |
| Rationeel-empirische strategie  | Joods model         |
| Machtsstrategie                 | Katholiek model     |
| Normatief-reëductieve strategie | Protestants model   |